# استبدال تشخيصي
الاستبدال التشخيصي هو ظاهرة يتم فيها استبدال تسمية لحالة بأخرى، مما يتسبب في انخفاض واضح في معدل الحالة الأولى وزيادة في معدل الحالة الثانية.

## التوحد
أفضل مثال معروف هو ارتفاع معدلات التوحد في البلدان المتقدمة مثل الولايات المتحدة، والتي تشير بعض الدراسات إلى أنها جزئياً على الأقل نتيجة استبدال الأشخاص لتشخيص التوحد بالتخلف العقلي وإعاقات التعلم. في حين خلصت دراسة تجريبية أجراها معهد MIND في عام 2002 إلى أنه «لا يوجد دليل على أن تخفيف معايير التشخيص ساهم في زيادة عدد الأطفال المصابين بالتوحد» استخدمت هذه الدراسة بيانات من إدارة خدمات التنمية بولاية كاليفورنيا قاعدة بيانات، والتي، وفقًا لدراسة أجراها Paul Shattuck، غير موثوق بها لأن «... أرقام الانتشار الإداري لمعظم الولايات أقل بكثير من التقديرات الوبائية». فيما يتعلق بدور الاستبدال التشخيصي في الزيادة في الحالات المبلغ عنها من مرض التوحد، قالت دوروثي بيشوب، «يمكن أن يكون هذا في جزء منه بسبب التصورات المفاهيمية الجديدة للتوحد، ولكن قد يتم تغذيته أيضًا بالاعتبارات الإستراتيجية: تميل الموارد للأطفال الذين يعانون من اضطراب طيف التوحد إلى أن تكون أفضل بكثير من تلك للأطفال الذين يعانون من حالات أخرى ذات صلة، مثل كضعف لغوي أو إعاقة ذهنية، لذلك قد يكون هذا التشخيص مفضلاً». نشرت الأسقف نفسها دراسة صغيرة خلصت إلى أن الأشخاص الذين كان مصابًا بالتوحد، في الماضي، تم تشخيصه باضطراب اللغة النمائي. لاحظت إميلي ويلينجهام أنه في ذلك الوقت تم الإبلاغ عن مرض التوحد لأول مرة من قبل ليو كانر في عام 1943، بينما كان الأشخاص المصابين بالتوحد موجودون قبل ذلك الوقت، فقد تمت الإشارة إليهم تاريخياً باسم المجانين أو الفصاميين أو المتخلفين عقليًا أو ضعاف اللغة.